# Karel Přerovský (advokát)
Karel Přerovský (18. listopadu 1861, Třebíč – 24. prosince 1950, Třebíč) byl český advokát, politik a starosta Třebíče.

## Biografie
Karel Přerovský se narodil v roce 1861 v Třebíči, jeho otcem byl třebíčský starosta Ignát Přerovský. V letech 1880-1886 vystudoval Právnickou fakultu Univerzity Karlovy. V roce 1886 získal titul doktora práv.
Po studiích se usadil v rodné Třebíči, kde se prosadil jako úspěšný advokát a zařadil se mezi nejbohatší občany města, od roku 1889 byl členem obecního výboru. Mezi lety 1907 a 1919 působil jako starosta města Třebíče. Posléze pak byl po rezignaci všech členů strany lidové určen jako vládní komisař, který měl město vést až do příštích voleb, jako komisař působil v roce 1924, v listopadu téhož roku se funkce vzal a převzal ji František Řehůřek. Roku 1919 byl jmenován soudcem v Moravské Ostravě a roku 1920 byl jmenován soudním radou brněnského zemského soudu. V roce 1931 odešel do důchodu jako soudní rada.
Působil jako dlouholetý člen a předseda kuratoria obchodní školy v Třebíči a jako jednatel Gymnasijní matice Gymnázia Třebíč. Působil také ve Spolku pro zakládání knihoven pro lid v Třebíči a okolí, mezi lety 1887 a 1890 působil jako jednatel a mezi lety 1896 a 1910 působil jako místopředseda. Působil také jako předseda Musejního spolku v Třebíči. Mezi lety 1926 a 1932 působil také jako předseda Měšťanské besedy v Třebíči. Byl nositelem rytířského řádu Františka Josefa I.